# Ö-varvet
Ö-varvet AB är ett svenskt reparations- och nybyggnadsvarv i Öckerö i Bohuslän. Det ingår i marinkoncernen Ö-Borgen.
Varvet grundades av Ernst Backman 1916 som reparationsvarv för fiskebåtar. Det övertogs 1945 av sönerna Gösta och Hugo Backman och efter dessa 1966 av Göstas son Rune Backman. År 1990, då det sysselsatte 17 personer,  övertogs varvet av sönerna Peder, Örjan och Jonas Backman.
Åren 1997-1998 anlades ett filialvarv på Hönö.  
Varvet nybygger, ombygger och reparerar fartyg samt tillverkar trålar och fiskevinschar. Varvet kan serva fartyg upp till 900 ton.

## Byggda fartyg i urval
- M/S Linda, ombyggnad 2004
- Linfärjan Malin, ombyggnad 2004–2005
- M/S Härön, 2015

## Bildgalleri

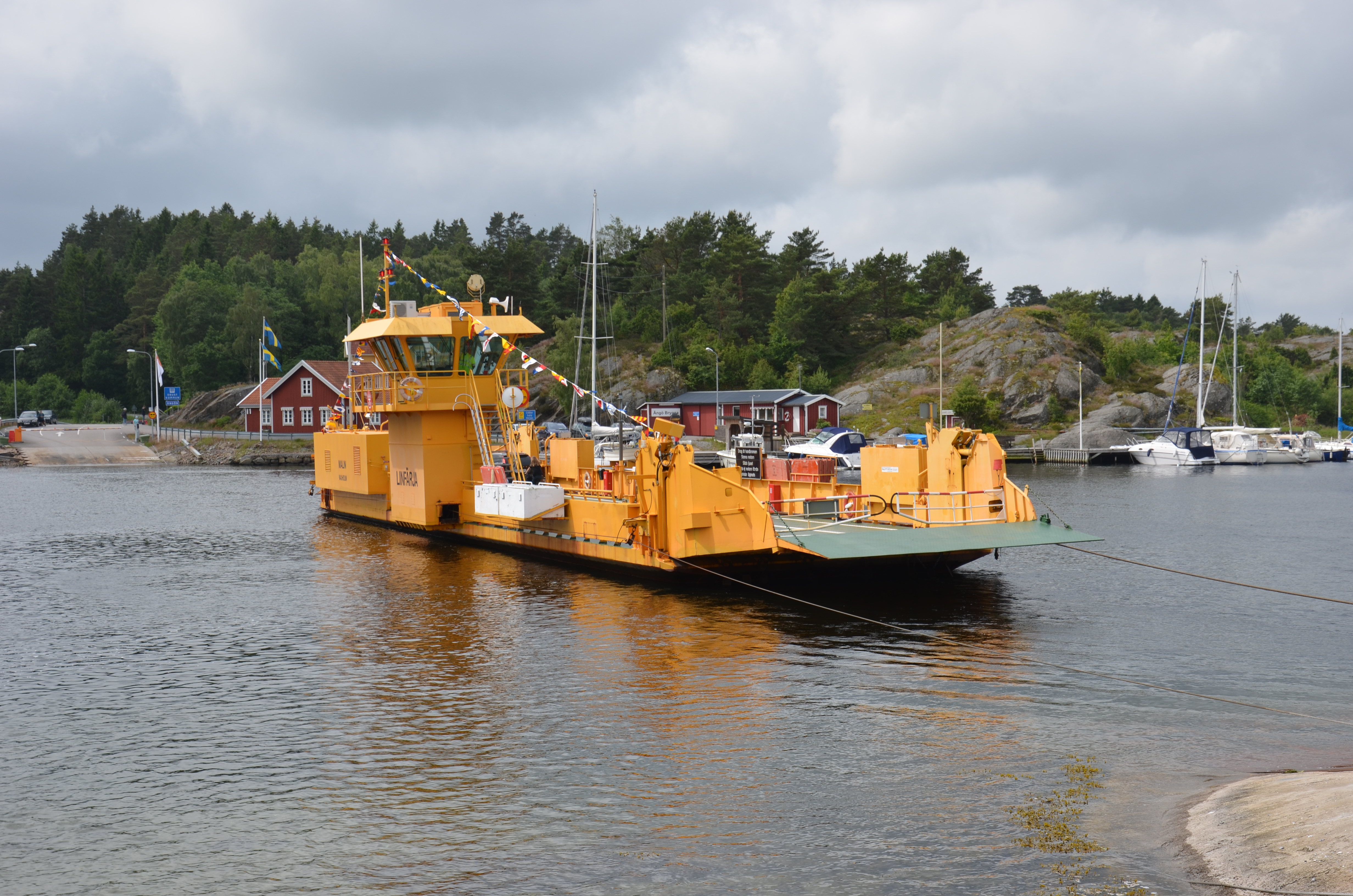
Linfärjan Malin på Ängöleden från Fruvik på Bokenäset
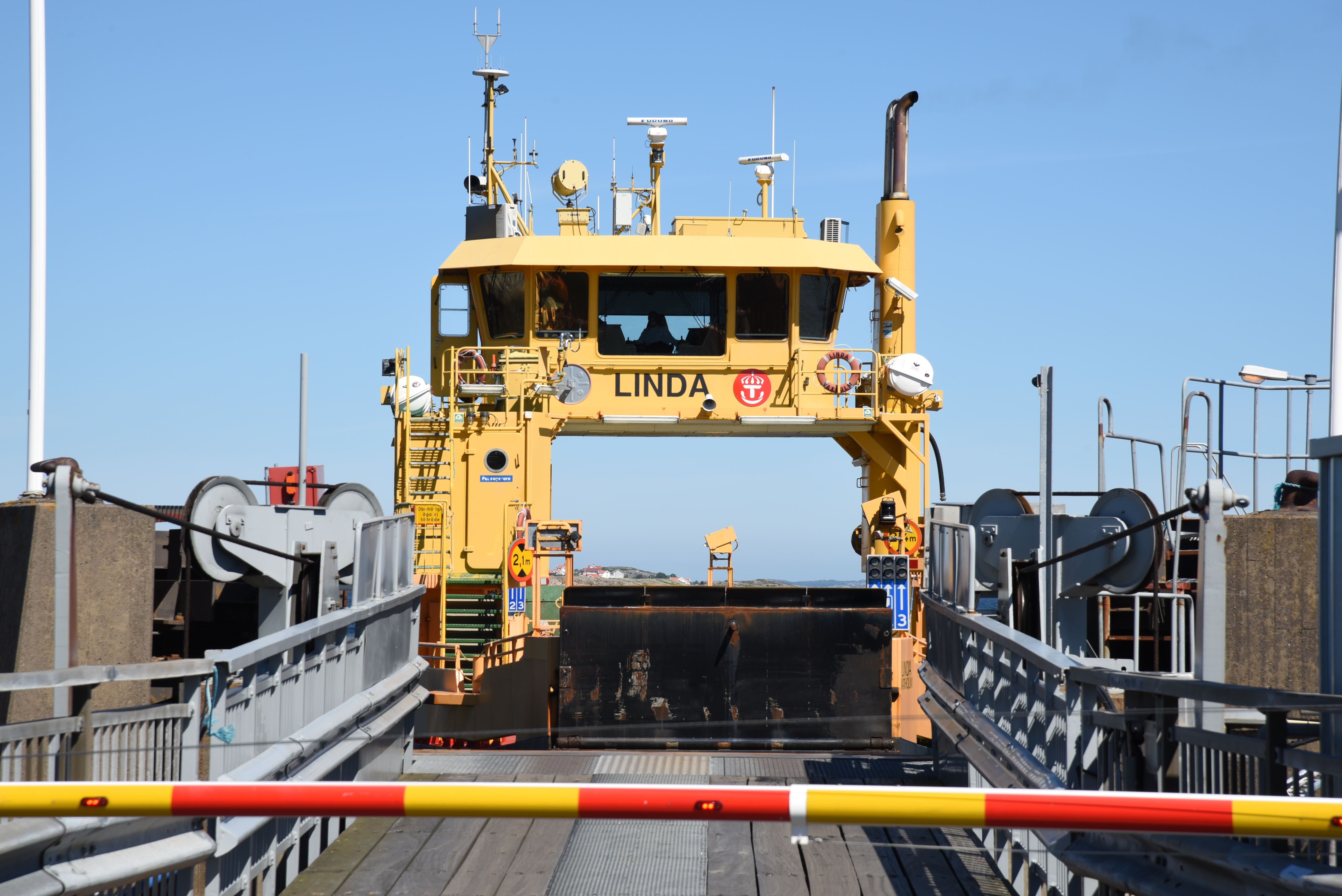
M/S Linda på Nordöleden, vid Burö färjeläge på Hälsö i Öckerö kommun